# Kiescommissie
Een kiescommissie is een autoriteit die de wettelijke gang van zaken regelt rond verkiezingen. Een kiescommissie kan zich met uiteenlopende zaken bezighouden, zoals het goedkeuren van de deelname van partijen en kandidaten aan een verkiezing, het officieel vaststellen van kieslijsten, het houden van toezicht op een juiste uitvoering van de stemprocedures en het vaststellen van de verkiezingsuitslag.